# 符拉迪沃斯托克站
符拉迪沃斯托克站（羅馬化：Vokzal Vladivostoka），中文通稱海參崴站，位于俄羅斯滨海边疆区首府海參崴，是海參崴的主要铁路客运站，同时也是西伯利亞鐵路的东端终点站，距莫斯科雅罗斯拉夫尔站9288公里。本站始建于1891年，1893年投入使用。本站呈南北向布置，站场西侧为站房及站前广场，站场东侧为符拉迪沃斯托克港。

## 历史

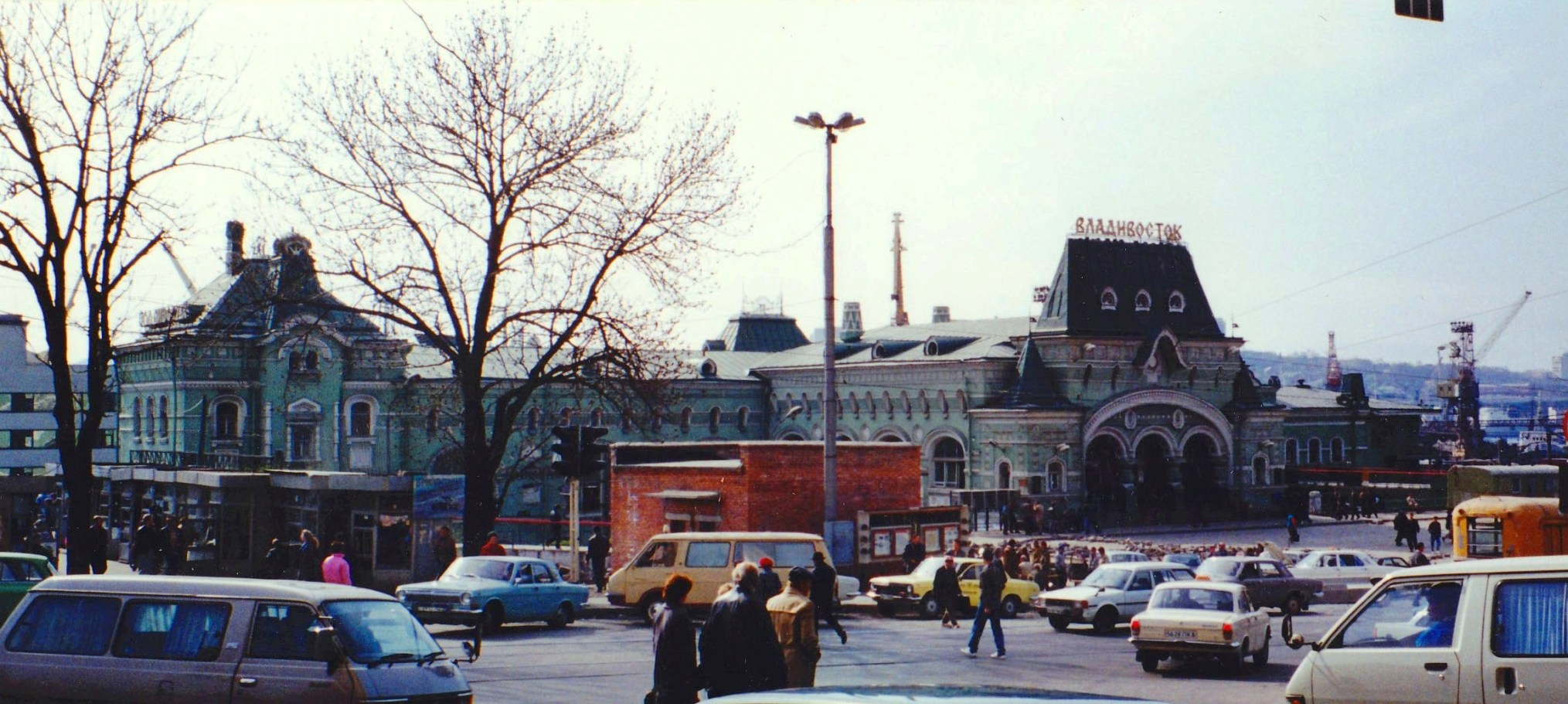
1992年的车站外观

1891年5月19日，当时的皇太子尼古拉二世在海参崴主持西伯利亚铁路的开工仪式，为车站奠基。1893年，符拉迪沃斯托克站-巴拉诺夫斯基站段通车，西伯利亚铁路全线则于1916年通车。
车站的站房于1912年重建，外墙最初为绿色，但在1993年至1998年的改造工程中改为奶油色。
1962年，纳杰日金斯基-符拉迪沃斯托克段实现电气化，制式为交流電25kV。
2012年7月，本站经第二条河、乌戈利纳亚、阿尔乔姆前往克涅維基站（海參崴國際機場）的机场快线列车开通，车站为此在既有站房北侧新增一座站房。

## 长途旅客列车目的地

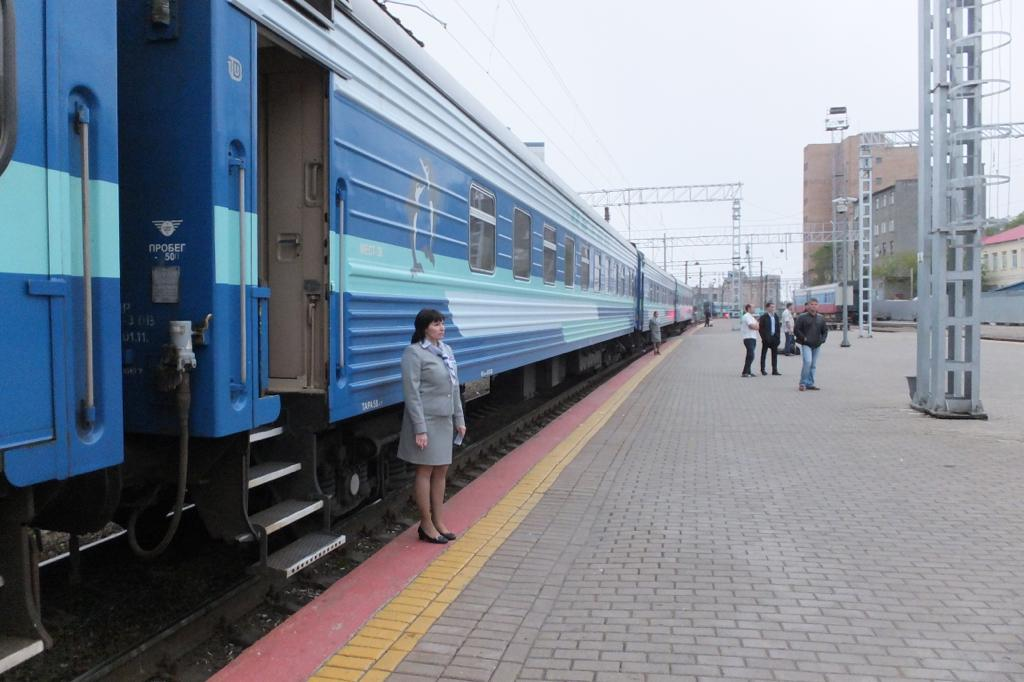
前往伯力的海洋号列车在车站停靠

截至2016年7月，由本站始发的长途旅客列车可前往莫斯科（2班）、伯力、新西伯利亚（2班）、新库兹涅茨克、奔萨、苏维埃港等地。在西伯利亚铁路的两班本线全程车中，001М次全程运行145小时59分钟，另一班次全程运行162小时18分钟。

## 纪念物
车站的站台上竖立有一座标有“9288”字样的里程碑，表明该站为西伯利亚铁路的终点；该站台上同时陈列YeA型3306号蒸汽机车。
- 站场
- 站内展示的-3306号蒸汽机车，可见机场快线站房
- 站内的9288公里里程碑
- 站场（1992年）
- 候车室（2014年）